# Вевчеренко, Олег Михайлович
Олег Михайлович Вевчеренко (11 марта 1968 — 20 сентября 2003) — советский и российский хоккеист, защитник. Мастер спорта России.

## Биография
Воспитанник ангарского «Ермака», выступал за команду во второй лиге в сезонах 1984/85 — 1985/86. В рамках прохождения армейской службы в 1986 году оказался в хабаровском СКА. За команду, впоследствии называвшуся СКА-«Амур» и «Амур», провёл 12 сезонов, сыграл 509 матчей, забросил 91 шайбу. В 1989 году вместе с клубом вышел в первую лигу, в 1996 — в Суперлигу. Играл в паре с Олегом Валко до его смерти в 1992 году.
Сезон 1993/94 провёл в новосибирской «Сибири». С 1997 года играл за омский «Авангард», из которого вернулся в «Амур» по ходу сезона 1999/2000. Плей-офф сезона-2000/01 провёл в аренде в казанском «Ак Барсе». Следующий сезон отыграл в аренде в «Авангарде», получил травму головы после удара Шарифьянова и три недели провёл в больнице. Вернулся в «Амур», но не смог восстановиться после травмы и провёл только пять матчей. Клуб расторг с ним контракт, действовавший до 2004 года.
Вевчеренко обладал прекрасным чутьем на выбор позиции; мощным и точным щелчком. Не уходил от силовой борьбы по всей площадке. Невзирая на травмы, прикрывал партнёров, часто в ущерб своим личным показателям. При этом не считался грубым хоккеистом. Имел проблемы с алкоголем.
Погиб 20 сентября 2003 года. Гражданская панихида состоялась 24 сентября в помещении стадиона имени Ленина, похоронен на городском центральном кладбище Хабаровска.